# Batalla del cabo Espichel (1180)
La Batalla del Cabo Espichel tuvo lugar el 29 de julio de 1180 entre las flotas portuguesas y almohades frente a las costas de Setúbal. Los portugueses salieron victoriosos de la batalla y marcó su primera batalla naval de la historia.

## Antecedentes
Debido a la gran actividad marítima de los almohades cerca de las costas portuguesas, Alfonso I de Portugal decide construir una poderosa flota, nombrando a Fuas Roupinho como su almirante. En aquella época, Fuas ya era un portugués muy respetado. En 1179 era alcalde de Coimbra y se encontraba en el Castillo de Leiría cuando se enteró de la presencia del rey moro de Mérida, Gamir. Abandonó el castillo con su ejército y atacó a los almohades, que fueron derrotados. Luego se dirigió, con el rey Gamir y casi todo el ejército moro cautivo, a Coímbra, donde fue recibido con aclamaciones triunfantes.

## La Batalla
La flota almohade, al mando de Gamin ben Mardones, partió de Sevilla con el objetivo de atacar una vez más Lisboa. Los portugueses, tras recibir noticia del ataque, rápidamente reunieron una poderosa flota para intentar combatir la amenaza musulmana. 
Tras un lapso de tiempo, las dos naciones se vieron envueltas en un enfrentamiento directo. Los marineros portugueses, sin experiencia previa en batallas navales, se enfrentaban por primera vez a la adversidad. No obstante, su coraje y determinación compensaron su falta de práctica, logrando finalmente la victoria sobre el enemigo. Durante el conflicto, infligieron considerables pérdidas, capturando múltiples embarcaciones y dando muerte al comandante musulmán.

## Secuelas
Con la victoria asegurada, los portugueses persiguieron a los almohades hasta el Algarve y luego hasta Ceuta, donde Fuas Roupinho capturó más barcos en el puerto, causando grandes daños. 
Tras estas victorias, Fuas Roupinho intentó de nuevo atacar Ceuta en 1182, pero este intento no salió bien para los portugueses, que acabaron perdiendo a su almirante en combate.